# الأستراليون في السعودية
الأستراليون في المملكة العربية السعودية هم الأستراليون الذين يعيشون في السعودية، وهم يشكلون مجتمعا كبيرا يتكون أساسا من المغتربين. ويقدر عددهم بخمسة آلاف أسترالي يعيش في السعودية، غالبيتهم في المدن الكبرى مثل الرياض وجدة.